# Ясюкович Ігнатій Ігнатович
Ігнатій Ігнатович Ясюкович (пол. Ignacy Jasiukowicz, 1 листопада 1847, Ковно — 26 серпня 1914, Кутно) — визначний польський та російський промисловець, громадський діяч і меценат. Керуючий Південно-Російського Дніпровського металургійного товариства. "Іменитий громадянин" села Кам'янське.

## Життєпис

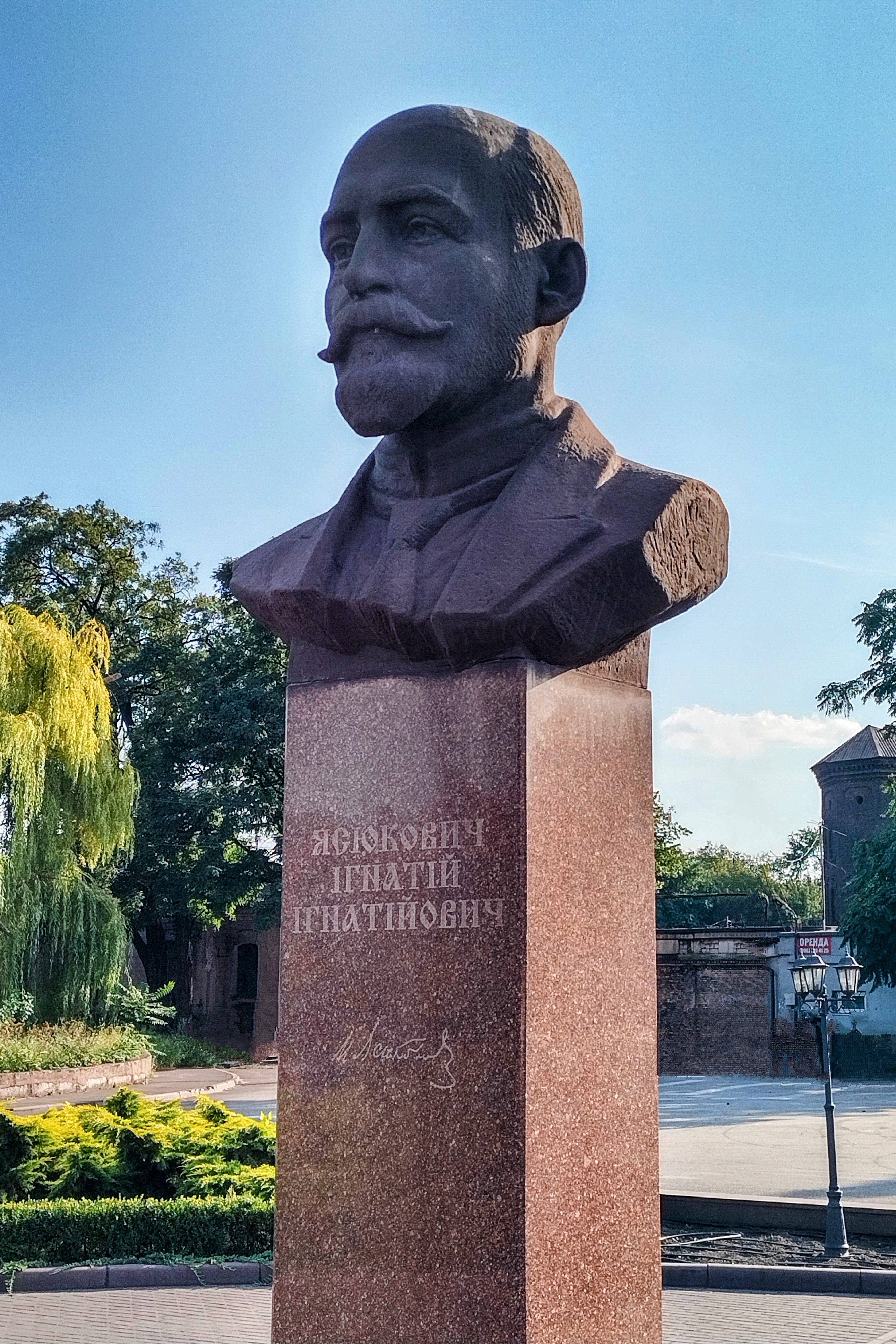
Погруддя Ігнатію Ясюковичу у Кам'янському

Народився 1 листопада 1847 року в місті Ковно. Походив з дрібноземельної польської шляхти, що мала герб Ясенчик. Батько Ігнацій Анджей Ясюкович був суддею і власником маєтку Жележе біля Свенцян. Навчався в Ковенській гімназії, проте через конфлікт із вчителем російської граматики був змушений покинути гімназію і перевестись до гімназії у Вільно. З 1865 по 1869 навчання у Петербурзькому технологічному інституті за фахом інженера-технолога.
Починав кар'єру на Козлово-Воронезько-Ростовській та пізніше на Миколаївській залізниці.
Після закордонного стажування продовжив службу на будівництві Ряжсько-В'яземської залізниці та розпочав викладацьку практику у Технологічному інституті з проектування деталей машин.
1874 року запрошений головним інженером на Невський паровозобудівний і кораблебудівний завод у Санкт-Петербурзі. 1876 призначено керуючим того ж заводу.
1884 призначено директором Путиловського заводу у Санкт-Петербурзі.
1 вересня 1888 року запрошений для керування справами Південно-Російського Дніпровського металургійного товариства, яке очолював понад 25 років поспіль.
1889 товариство відкрило у селі Кам'янському на березі Дніпра потужний металургійний завод, який став одним із найбільших промислових підприємств півдня Російської імперії.
У 1889–1903 роках — директор-розпорядник металургійного Дніпровського заводу в Кам'янському. За Ясюковича було розпочато виробництво (2 березня 1889), завод став одним з найбільших металургійних підприємств Російської імперії. Біля заводу виникло селище («промислове село»), що згодом стало містом Кам'янське. За часів Ясюковича працівникам заводу надавалась безкоштовна медична допомога у заводській лікарні, було збудовано багато об'єктів соціальної інфраструктури Кам'янського (житло для інженерів і кваліфікованих робітників, дороги, заклади культури, 2 гімназії, заводське училище для дітей робітників), православний собор та костел, а також проведено електрику. Одночасно в цей період курував родовища залізної руди на Криворіжжі, що належали товариству, та будівництво Гданцівського чавуноливарного заводу.
З 1903 року — голова Правління Південно-Російського Дніпровського металургійного товариства. 1 липня 1914 року залишив посаду голови правління товариства.
Помер у власному маєтку Кутне у Варшавській губернії 26 серпня 1914 року після тяжкої тривалої хвороби. Похований у родинному склепі в Ходові.

## Нагороди
- Орден Святого Володимира 3 і 4 ступенів;
- Орден Святої Анни 2 і 3 ступенів;
- Великий Офіцерський Хрест Леопольда ІІ Бельгійського.

## Родина
Дружина Броніслава Лабунська. 
Сини:
Станіслав — видатний польський економіст, депутат Сейму. У роки німецько-нацистської окупації Польщі був членом підпільного польського уряду (у 1944 р. міністр фінансів, економіки та торгівлі). 29 березня 1945 р. арештований радянськими спецслужбами, закатований НКВС в Бутирській в'язниці у 1946. 
Ян, Ігнацій та Павло (помер у 1894 р. у віці п'яти років від скарлатини, за іншими даними від пневмонії) — мали вроджену розумову відсталість, через резус-конфлікт крові батьків. Після смерті батька Ян та Ігнацій Ясюковичі були під опікою старшого брата Станіслава.
Ясюкович Казимир — двоюрідний брат.
Троюрідний племінник Ясюкович Ігнатій Казимирович — інженер. Деякий час працював на Дніпровському заводі Південно-Російського Дніпровського металургійного товариства в селі Кам'янському.
(рос.)